# Coleford (Gloucestershire)
Coleford è una cittadina di 8 351 abitanti del Gloucestershire, in Inghilterra.